# Stephen Hales
Stephen Hales (17. september 1677 - 4. januar 1761) var en engelsk gejstlig, der lavede store bidrag inden for en række videnskabelige områder inklusive botanik, pneumatisk kemi, fysiologi. Han var den først person til at måle blodtryk. Han opfandt også adskillige apparater, inklusive  ventilation, et pneumatisk trug og en kirurgisk forceps til at fjerne blæresten. Udover sine opfindelse og opdagelser, så var en filantrop og skrev en populær traktat om beruselse.
Hales modtog Copleymedaljen fra Royal Society i 1739.